# Dây chằng gan - tá tràng
Dây chằng gan - tá tràng (tiếng Anh: hepatoduodenal ligament) là một phần của mạc nối nhỏ kéo dài từ cửa gan tới đoạn trên của tá tràng.
Các cấu trúc chạy bên trong dây chằng gan - tá tràng hay được biết đến dưới tên bộ ba cửa gan (tiếng Anh: portal triad):
- động mạch gan riêng
- tĩnh mạch cửa
- ống mật chủ

Thủ thuật lấy kẹp mềm kẹp ngang vùng cuống gan nhằm mục đích cầm máu, sau đó mở rộng đường rách gan tìm cho được mạch máu và nhánh mật đứt để khâu cột cầm máu được gọi là thủ thuật Pringle.